# 悉尼中心商業區及東南輕軌線
悉尼中心商業區及東南輕軌線（英語：CBD and South East Light Rail）是澳洲新南威爾斯州悉尼輕軌的一條路線，路線包括來往環形碼頭與蘭域的L2 蘭域線（L2 Randwick Line）及來往環形碼頭與金斯福德的L3 金斯福德線（L3 Kingsford Line）。此路線於2015年10月開始興建，L2線於2019年12月14日通車，而L3線則於2020年4月3日通車。

## 途經站點

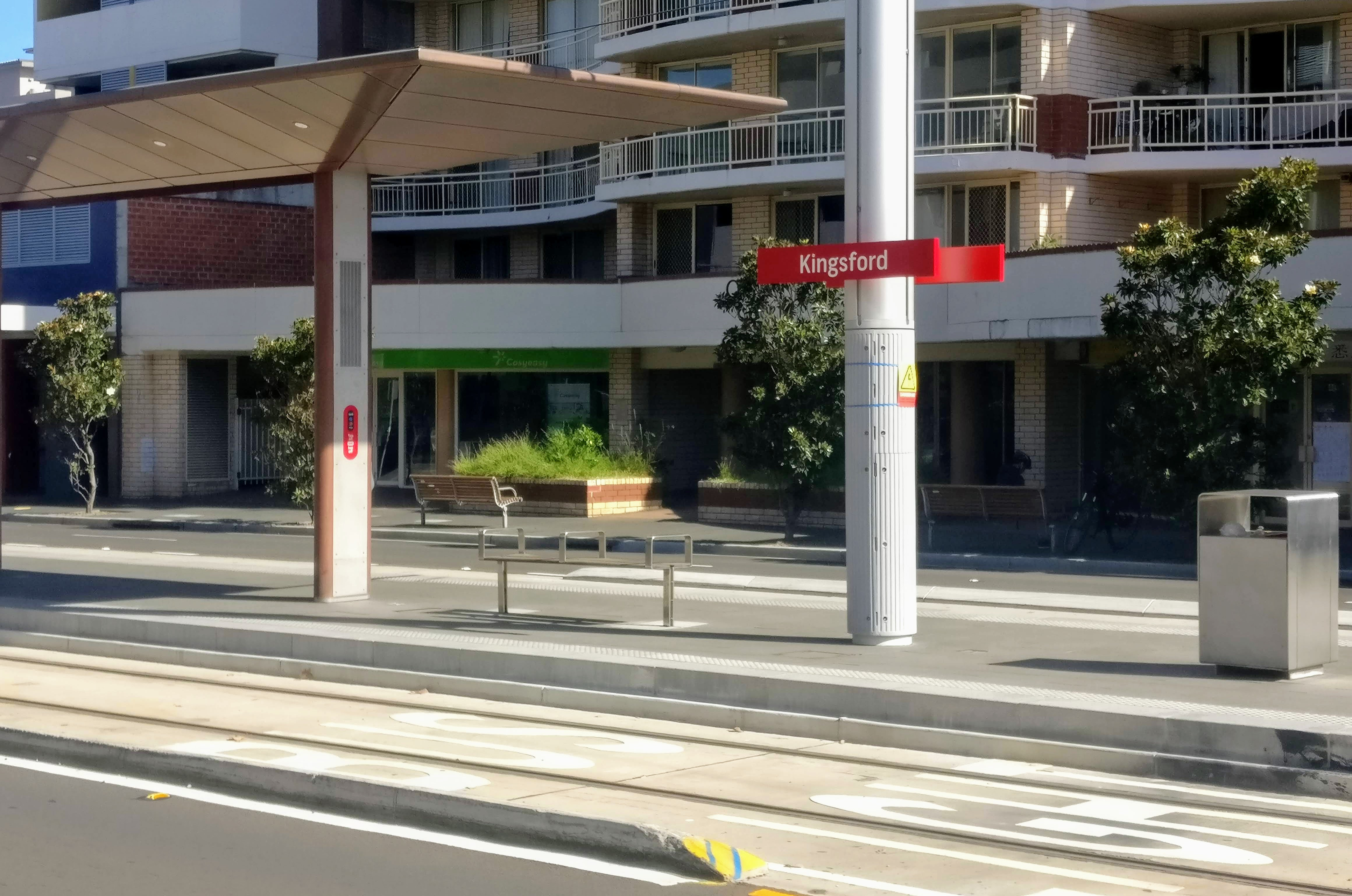
Kingsford站

- 環形碼頭
- 橋街
- 溫亞德（英语：Wynyard, Sydney）
- 維多利亞女王大廈
- 市政廳
- 唐人街
- 禧市
- 雪梨中央車站
- 薩里山
- 摩爾公園
- 蘭域馬場
- 萬西路
- 新南威爾斯大學（高街）
- 蘭域
- ES標誌斯
- 肯辛頓
- 新南威爾斯大學（澳紐軍團大道）
- 金斯福德（英语：Kingsford, New South Wales）
- 少年金斯福德